# Bürgermeister, Schäfer, Witwe, Drache
Bürgermeister, Schäfer, Witwe, Drache (internationaler Titel: Mayor, Shepherd, Widow, Dragon) ist ein deutsch-bulgarischer Dokumentarfilm unter der Regie von Eliza Petkova aus dem Jahr 2021. Auf dem Shanghai International Film Festival feierte der Film im Juni 2021 seine Premiere, deutsche Erstaufführung war am 23. Januar 2022 auf dem Filmfestival Max Ophüls Preis 2022 in Saarbrücken.

## Handlung
In dem abgeschiedenen bulgarischen Bergdorf Pirin holt sich die Natur allmählich all die Häuser zurück, die die ehemaligen Bewohner verlassen haben. Die seit Jahrhunderten gelebten Traditionen gehen verloren, es leben kaum noch Menschen dort, und fast alle von ihnen sind alt.
Der Film porträtiert drei der wenigen, die geblieben sind: Die Witwe Maria lebt mit ihrem über 40 Jahre alten Sohn in einem Zimmer und träumt von Enkelkindern. Iliya, der Schäfer, wandert mit seinen Tieren in die Berge, weit weg von der Zivilisation. Bürgermeister Georgi möchte eine Frau im Internet finden, vor allem aber Pirin in eine touristische Attraktion verwandeln. Dafür will er den Drachen Gincho benutzen, der nach einer Sage für Glück und Unglück im Dorf verantwortlich ist. Der Mythos lebt weiter, auch wenn Pirin im Sterben liegt: Es ist das letzte europäische Dorf mit einem Drachen.

## Produktion

### Filmstab
Regie führte Eliza Petkova, die auch das Drehbuch konzipierte. Die Kameraführung lag in den Händen von Constanze Schmitt und für den Filmschnitt waren Eliza Petkova und Hannes Marget verantwortlich. Arbeitstitel war Europa – Ein sterbendes Dorf. Dagegen listet der endgültige Titel die Protagonisten auf.

### Produktion und Förderungen
Produziert wurde der Film von Jasper Mielke, Karoline Henkel und Arto Sebastian. Vom Medienboard Berlin-Brandenburg erhielt er eine Nachwuchsförderung von 40.000 Euro.

### Dreharbeiten und Veröffentlichung
Auf dem Shanghai International Film Festival feierte der Film im Juni 2021 seine Premiere, deutsche Erstaufführung war am 23. Januar 2022 auf dem Filmfestival Max Ophüls Preis 2022 in Saarbrücken.

## Auszeichnungen und Nominierungen
- 2022: Max Ophüls Preis:
  - Max Ophüls Preis: Auszeichnung – Preis der Filmkritik (undotiert)[7]
  - Nominierung – Bester Dokumentarfilm (Dotierung: 7500 EURO)[8]
  - Nominierung – Publikumspreis Bester Dokumentarfilm (Dotierung: 5000 Euro)[8]
- 2022: Fünf Seen Filmfestival: Nominierung für den Dokumentarfilmpreis[9]